# Felice Salis
Felice Salis (ur. 8 lipca 1938 w Cagliari, zm. 2 grudnia 2021 tamże) – włoski hokeista na trawie, olimpijczyk.
Grał na pozycji prawego środkowego. Wystąpił na Letnich Igrzyskach Olimpijskich 1960 we wszystkich pięciu spotkaniach, które Włosi rozegrali na tym turnieju (nie zdobył żadnego gola). Ostatecznie reprezentacja gospodarzy zakończyła turniej na 13. pozycji wśród 16 startujących zespołów.
Mistrz Włoch w latach 1953, 1956, 1958 i 1960. Członek Włoskiej Galerii Sław Hokeja na Trawie.